# 小高毅
小高 毅（おだか たけし、1942年11月5日 - ）は、日本のカトリック教会司祭、神学者。

## 略歴
京城（ソウル）生まれ。1978年から1980年ローマのアウグスティニアヌム教父研究所に学ぶ。
1984年上智大学大学院神学部博士課程修了、「福音の道キリスト - オリゲネス研究」で神学博士。
聖アントニオ神学院教授（組織神学・教父学）。

## 著書
- 『古代キリスト教思想家の世界 教父学序説』（創文社） 1984.11
- 『オリゲネス 『ヨハネによる福音注解』研究』（創文社） 1984.11
- 『オリゲネス』（清水書院、人と思想、Century books） 1992.8、新版 2016
- 『よくわかるカトリック その信仰と魅力』（教文館） 2002.5
- 『父の肖像 古代教会の信仰の証し人』（ドン・ボスコ社） 2002.7
- 『クレド〈わたしは信じます〉 キリスト教の信仰告白』（教友館） 2010
- 『霊性神学入門』（教文館） 2015

### 共編
- 『原典古代キリスト教思想史』1 - 3（教文館） 1999 - 2001
- 『キリスト論論争史』(水垣渉共編、日本キリスト教団出版局） 2003.7

## 翻訳
- 『諸原理について』（オリゲネス、創文社、キリスト教古典叢書） 1978.12
- 『雅歌注解・講話』（オリゲネス、創文社、キリスト教古典叢書） 1982.5
- 『ヨハネによる福音注解』（オリゲネス、創文社、キリスト教古典叢書） 1984.11
- 『祈りについて・殉教の勧め』（オリゲネス、創文社、キリスト教古典叢書） 1985.10
- 『ヘラクレイデスとの対話』（オリゲネス、創文社、キリスト教古典叢書） 1986.7
- 『カトリシズム キリスト教信仰の社会的展望』（アンリ・ド・リュバク、エンデルレ書店） 1989.10
- 『ローマの信徒への手紙注解』（オリゲネス、創文社、キリスト教古典叢書） 1990.8
- 『聖霊論』（アタナシオス, ディデュモス、創文社、キリスト教古典叢書） 1992.12
- 『わたしは聖霊を信じる』（イヴ・コンガール、サンパウロ、現代カトリック思想叢書） 1995 - 1996
- 『東方キリスト教思想におけるキリスト』（J・メイエンドルフ、教文館） 1995.8
- 『愛の観想 生命の樹・神秘の葡萄の樹』（ボナヴェントゥラ、あかし書房） 2002.7